# Kuffs
Kuffs är en amerikansk långfilm från 1992 i regi av Bruce A. Evans, med Christian Slater, Milla Jovovich, Tony Goldwyn och Bruce Boxleitner i rollerna.

## Handling
Den oansvarige George Kuffs (Christian Slater) sticker från sin gravida flickvän Maya (Milla Jovovich) och åker till San Francisco för att låna pengar av sin bror Brad Kuffs (Bruce Boxleitner). Brodern leder en privat säkerhetsstyrka som hjälper polisen i ett av stadens kvarter. När Brad blir ihjälskjuten tar George över organisationen.

## Rollista (urval)
| Christian Slater  | – George Kuffs               |
| Milla Jovovich    | – Maya Carlton               |
| Tony Goldwyn      | – Ted Bukovsky               |
| Bruce Boxleitner  | – Brad Kuffs                 |
| Troy Evans        | – Captain Morino             |
| George de la Peña | – Sam Jones                  |
| Leon Rippy        | – Kane                       |
| Craig Benton      | – måleributiksägare          |
| Ashley Judd       | – fru till måleributiksägare |